# Floribunda (rosa)

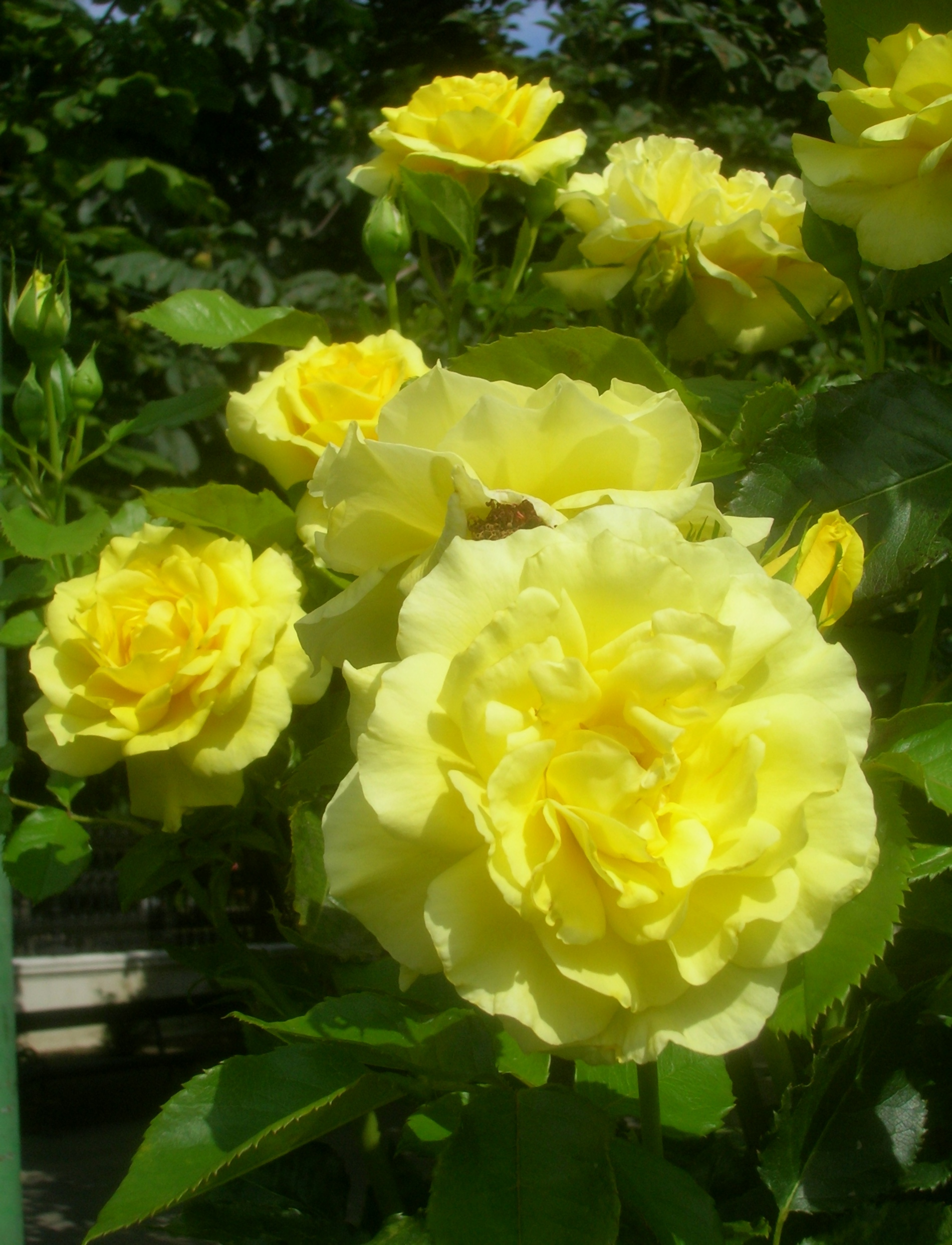
'Sunsprite', Kordes 1973

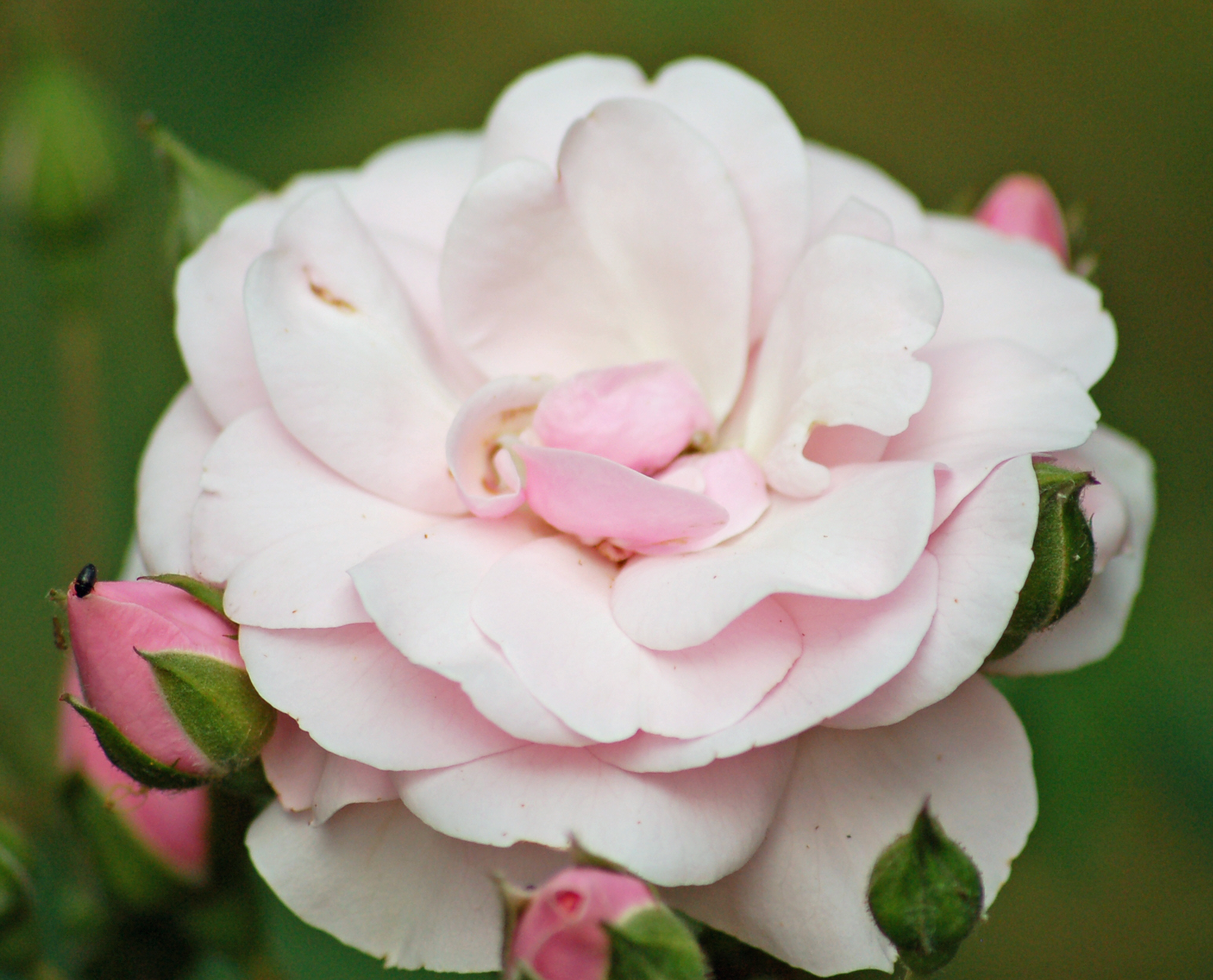
Floribunda 'Diadem' (Tantau 1986) Rosarium Uetersen.

Floribunda (palabra en latín para "mucha-floración") es un grupo de rosas modernas de jardín que fue desarrollado por el cruce de híbrido de té con rosas polyantha, esta última derivada de los cruces entre Rosa chinensis y Rosa multiflora (a veces denominada R. polyantha). La idea era crear rosas que florecieran con la profusión de polyantha, pero con la belleza y variedad de colores de los híbridos de té.
El primer cruce polyantha/híbrido del té, 'Rödhätte', fue presentado por el cultivador danés Dines Poulsen en 1907. Esta poseía características de ambos de sus clases parentales, y se llamó inicialmente un Polyantha híbrido o rosa de Poulsen. Poulsen continuó esta línea de trabajo en los años siguientes, con la introducción de varias Polyanthas híbridos como la 'Else Poulsen' en 1924. Otros criadores también comenzaron la introducción de variedades similares, y en 1930 el nombre "floribunda" fue acuñado por Dr. J.N. Nicolas, un hibridador de rosas de Jackson & Perkins en los Estados Unidos. Este término se ha utilizado desde entonces para describir cultivares que en su ascendencia tienen cruces entre tés híbridos y polyanthas.
Las típicas rosas floribundas cuentan con arbustos tiesos, más pequeños y más espesos que la media de las té híbridas pero menos densos y extensos que el polyantha promedio. Las flores suelen ser más pequeñas que las té híbridas, pero se realizan en grandes dispersiones, dando un mejor efecto floral en el jardín. Las rosas Floribundas se encuentran en todos los colores de las té híbridas y con la flor en forma de las té híbridas clásicas, a veces difieren de las té híbridas sólo en su hábito de floración en ramos. Hoy en día todavía se utilizan en grandes esquemas de diseño de arriates en los parques públicos y espacios similares

## Selección de cultivares
Algunas de las variedades y obtenciones de Floribunda  conseguidas por distintos obtentores.
- 'Amber Queen' - ganadora del premio (Rosa Británica del año 1984).
- 'Anne Harkness', Harkness 1979
- Rosa 'Bonica 82', Marie-Louise Meilland 1981
- 'Cherish'
- 'Dainty Maid'
- 'Heidi Klum', Tantau 1999
- 'Iceberg', Kordes 1958
- Rosa 'Shockwave', Carruth 2006
- 'Sunsprite', Kordes 1973
- Rosa 'Tuscan Sun', Zary/J&P before 2002
- Rosa 'Angel Face' 1968

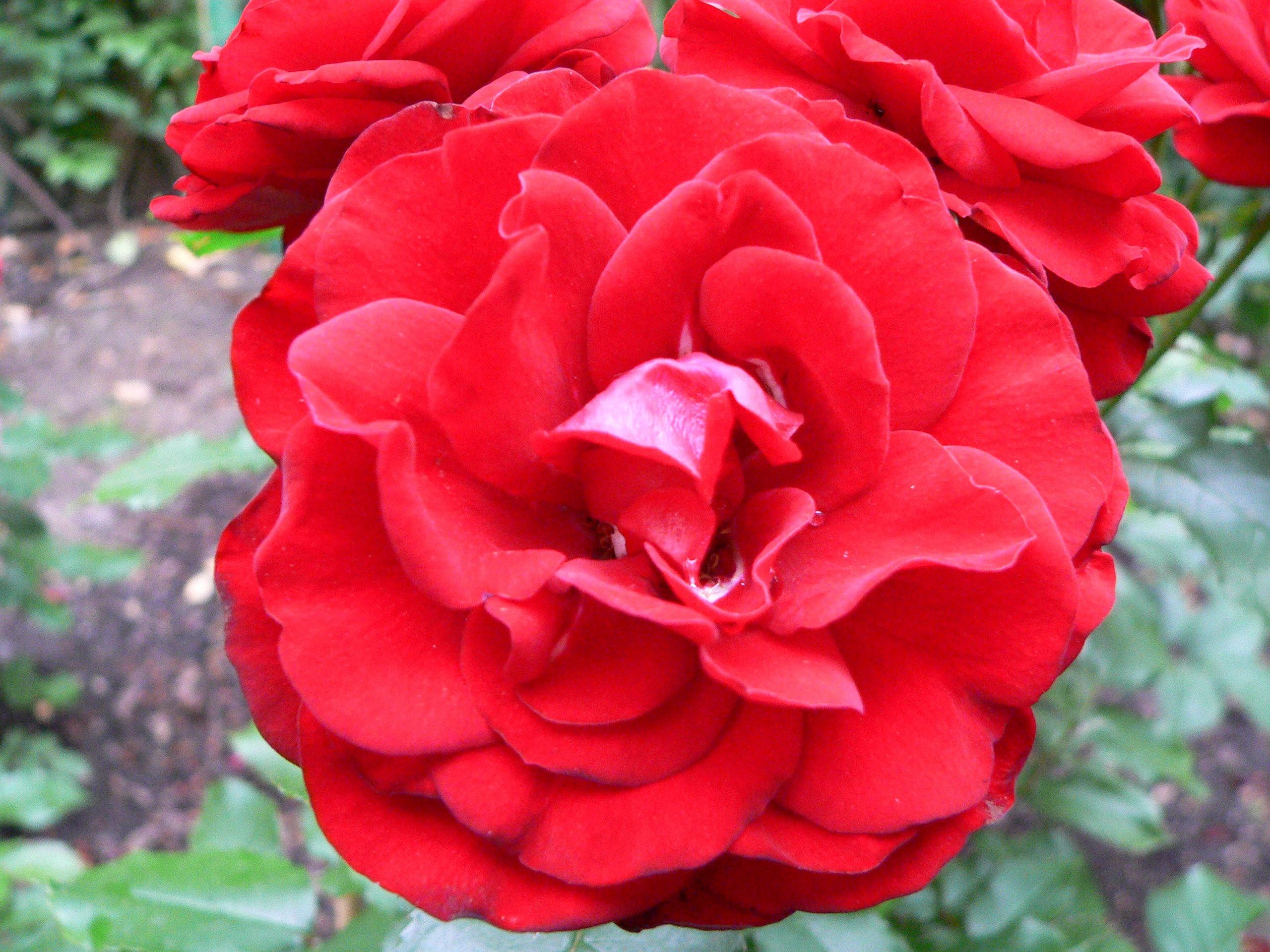
Rosa 'Heinzelmännchen' por Reimer Kordes.
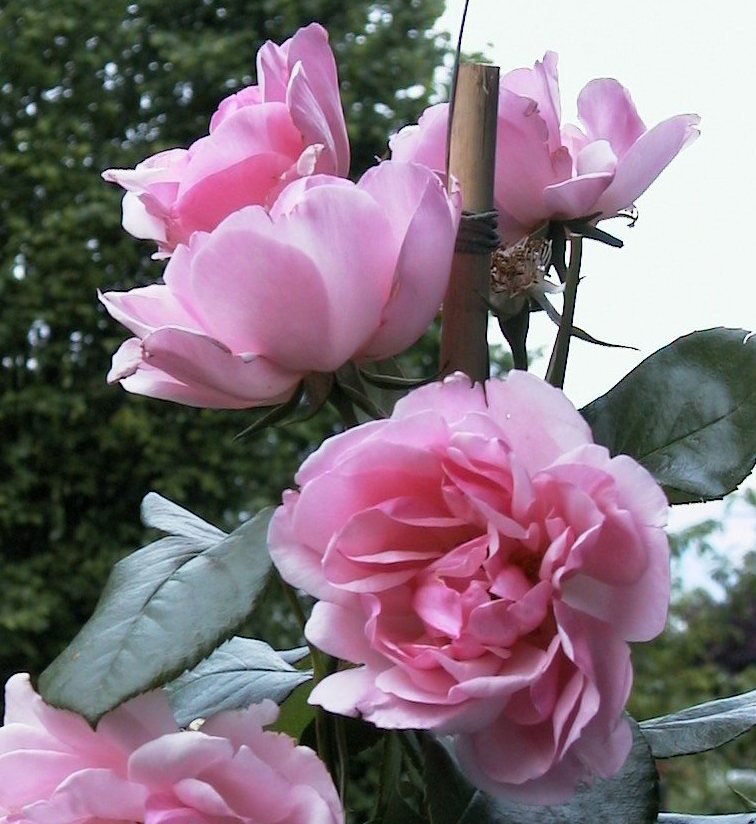
Rosa 'Centenaire de Lourdes' por Delbard.
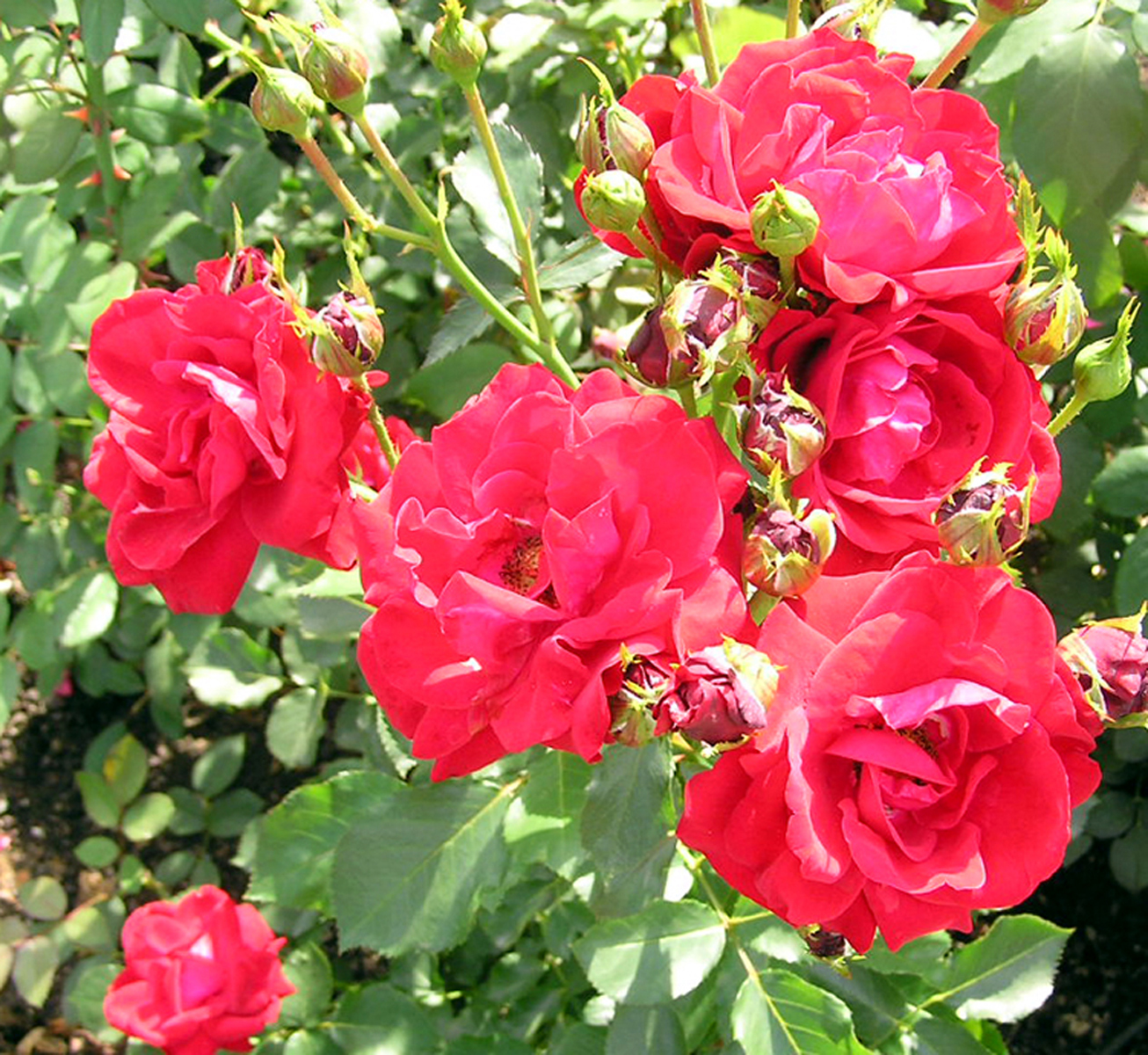
Rosa 'Korona', 'Orange Korona' por Kordes, 1955.
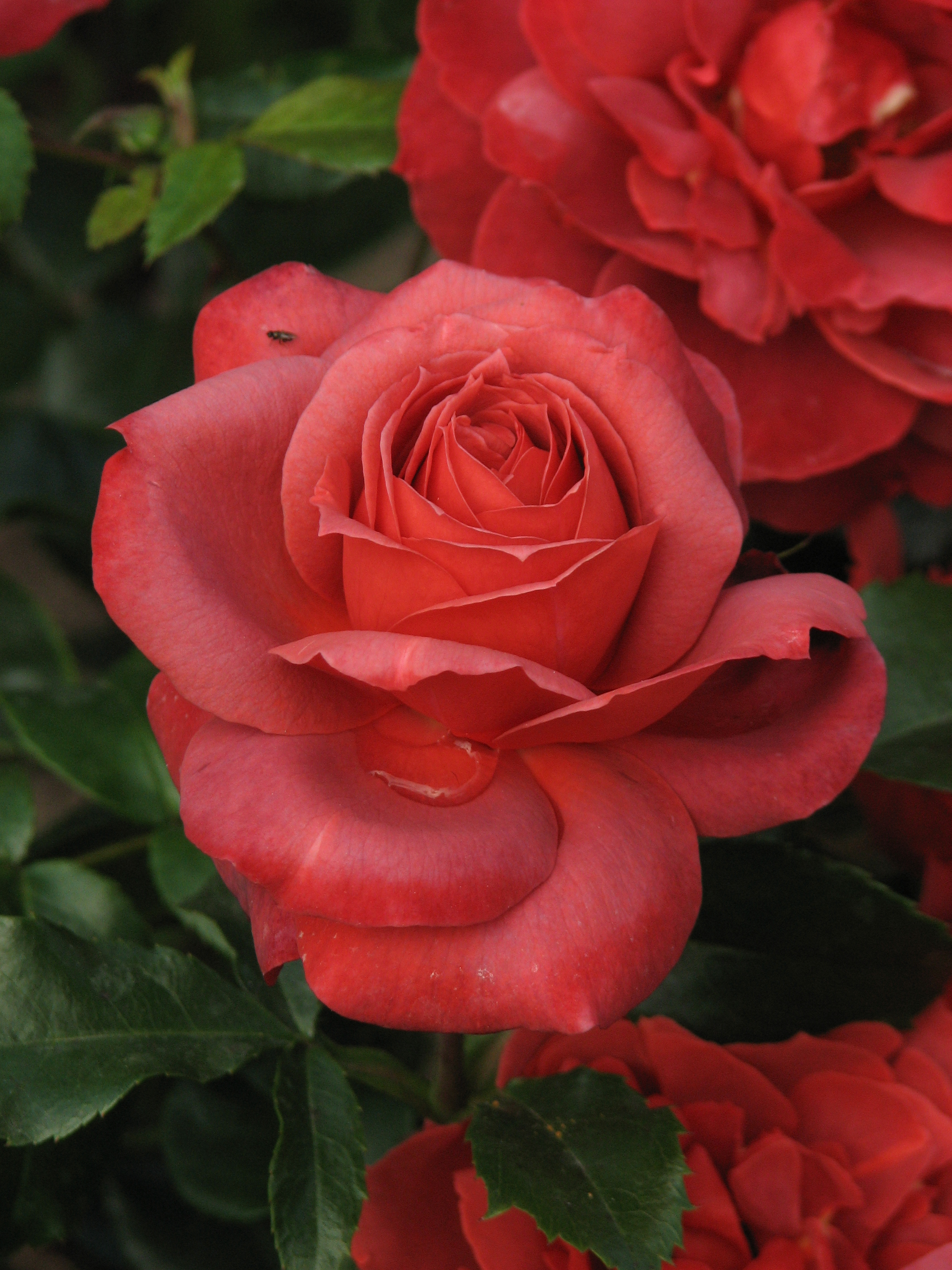
Rosa 'Hot Cocoa' por Tom Carruth.
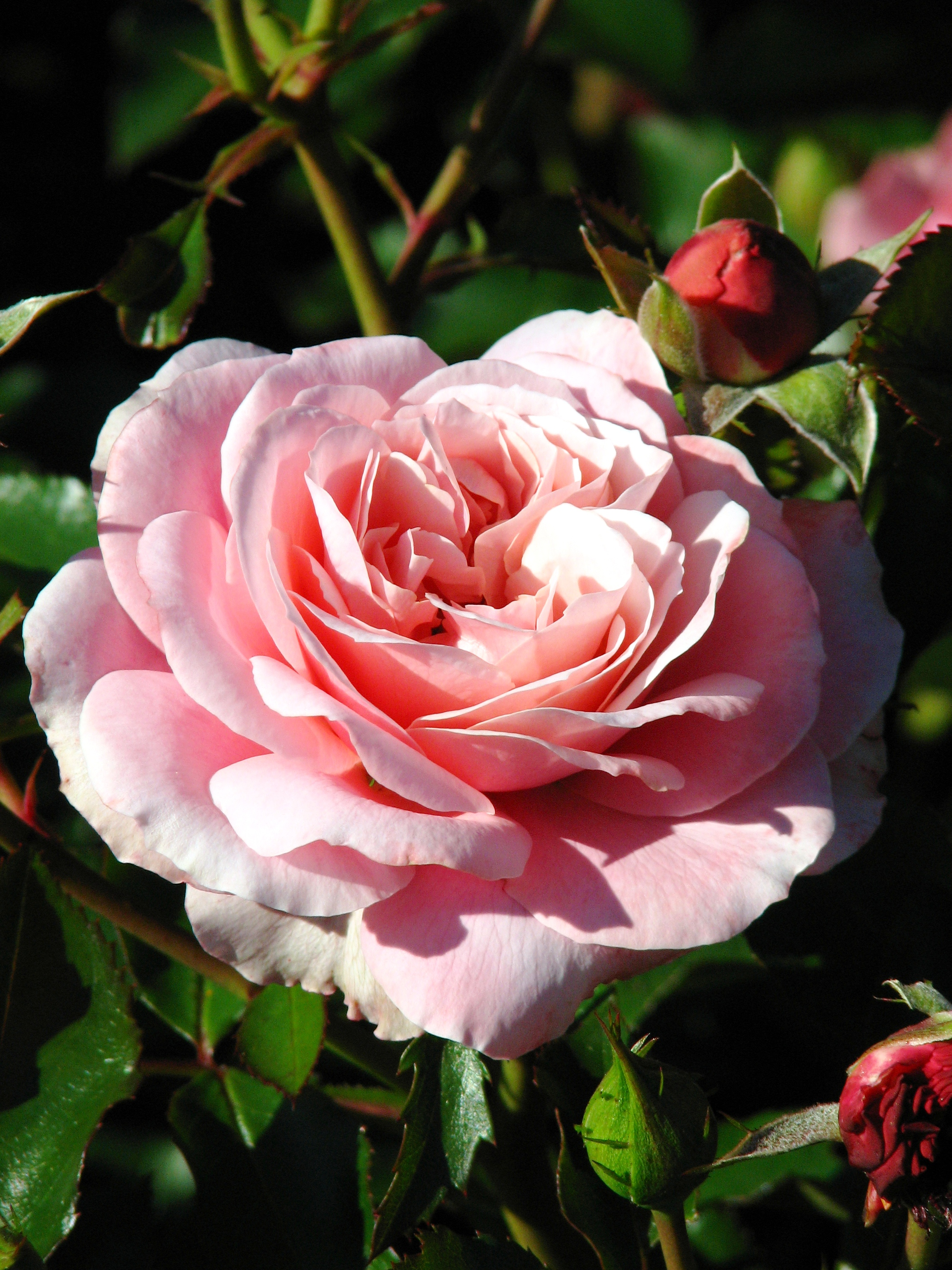
Rosa 'Botticelli' por Meilland International SA.
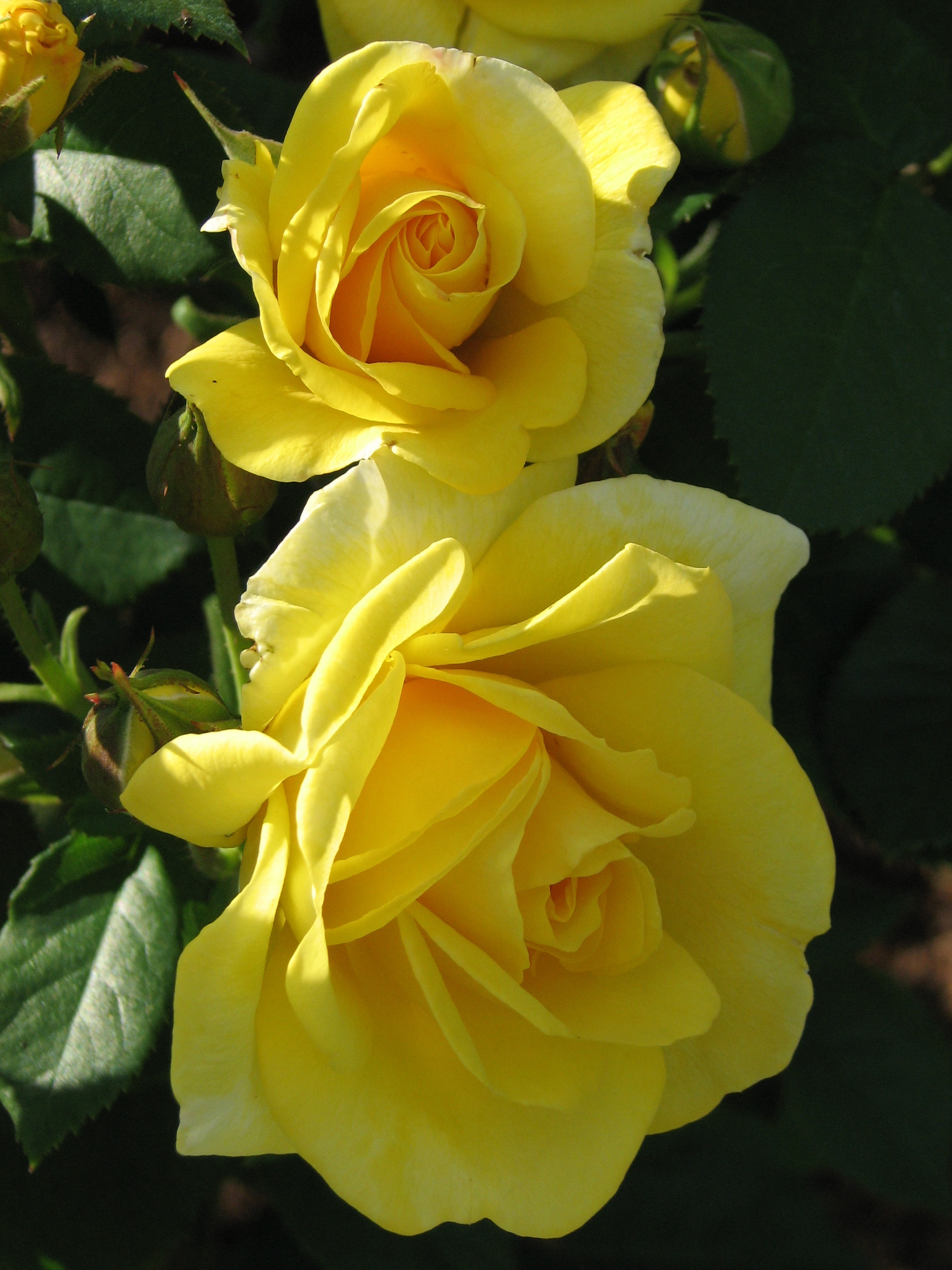
Rosa 'Carte d'Or' por Alain Meilland.
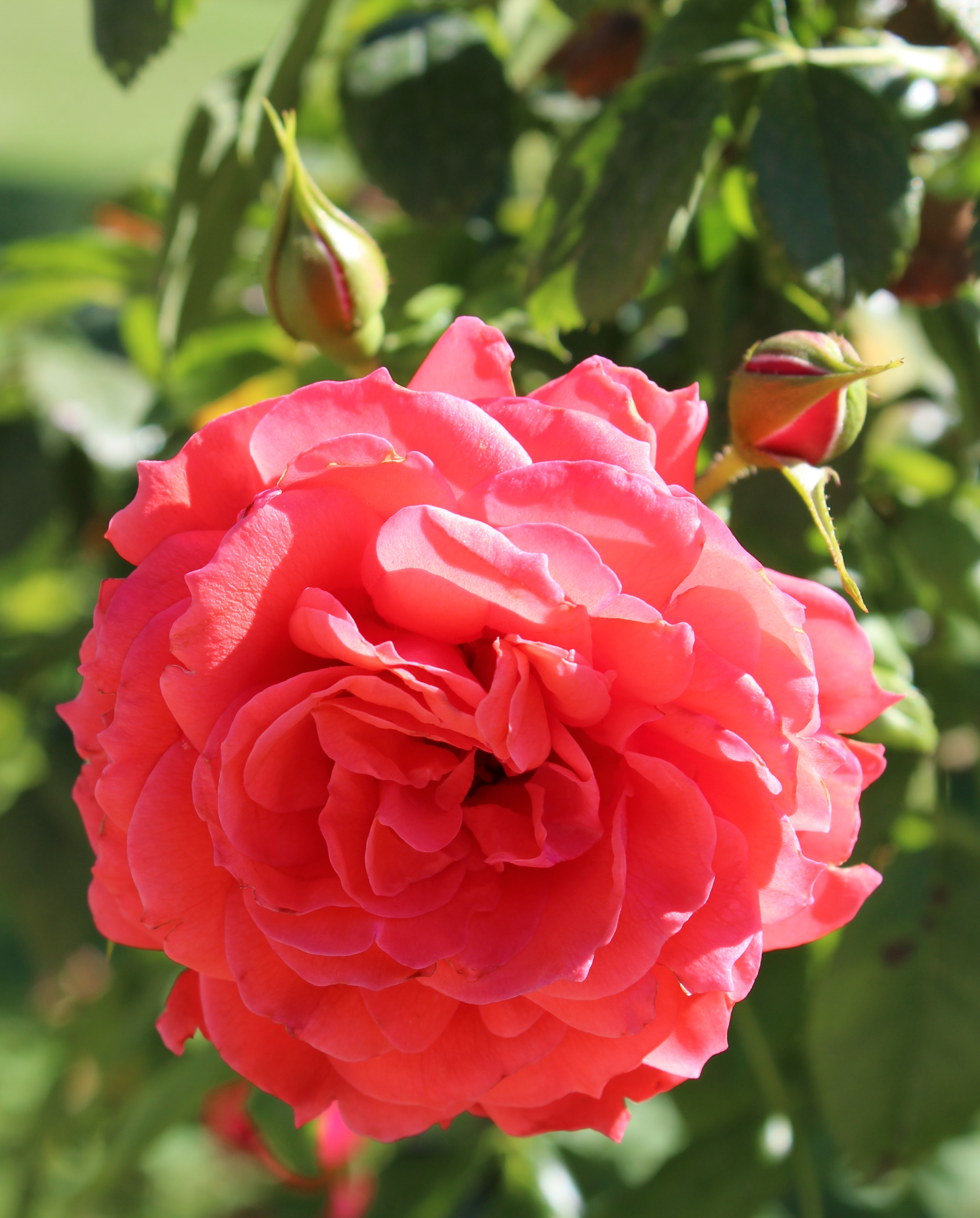
Rosa 'Cherry Girl' por W. Kordes' Söhne.
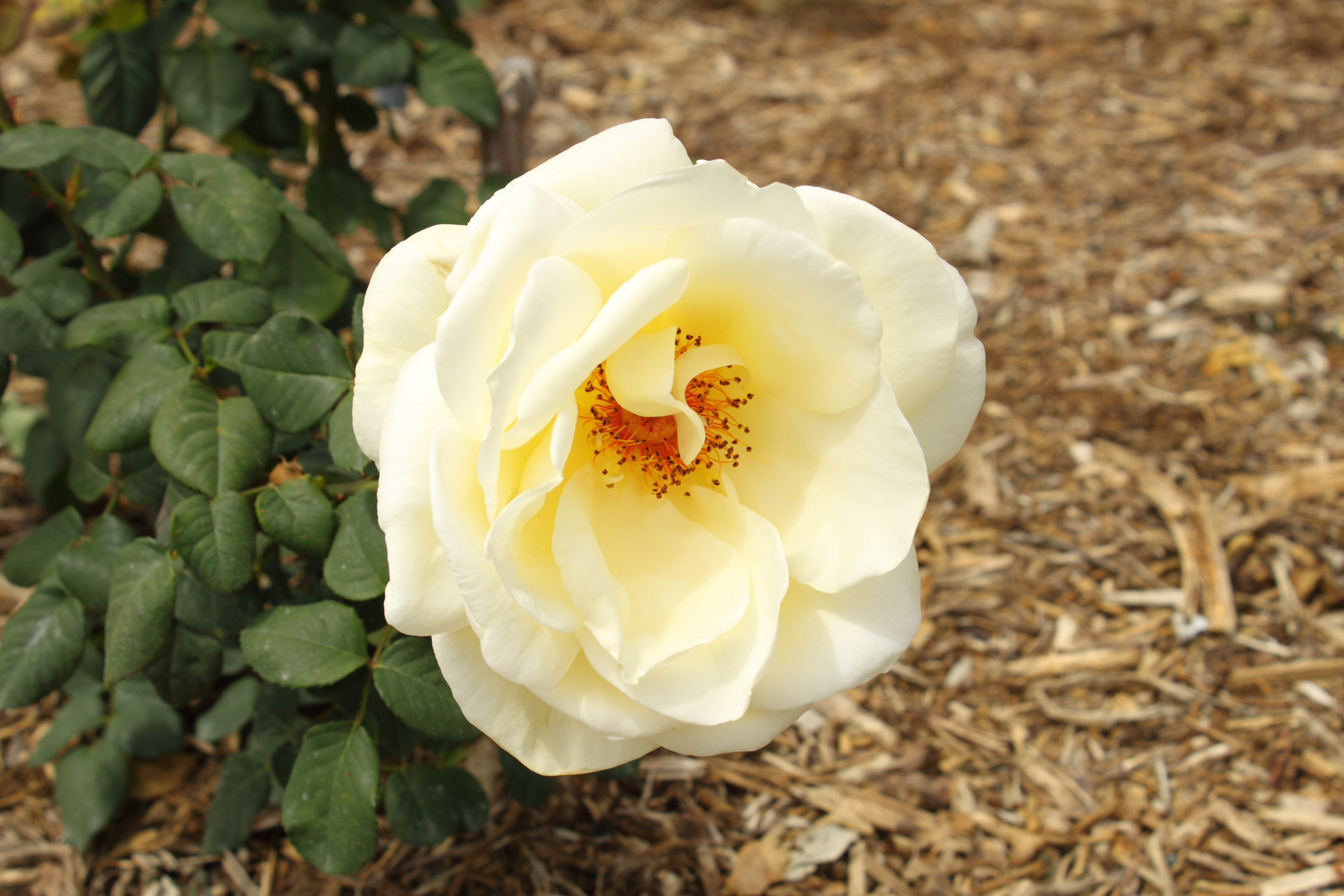
Rosa 'Ivory Fashion' por Gene Boerner.